# Каприччио (музыка)
Капри́ччио (итал. Capriccio, также каприс, фр. caprice — букв. «каприз, прихоть; причудливый изыск») — произведение академической музыки, написанное в свободной форме.

## Очерк истории
Впервые использование слова «каприччио» в качестве музыкального термина зафиксировано в цикле 4-голосных мадригалов (Венеция, 1561; на избранные стихи поэмы Л. Ариосто «Неистовый Орландо») Жаке Берхемского. Несмотря на это и другие ранние вхождения термина, твёрдого его определения не существует. Антуан Фюретьер в своём «Всеобщем словаре…» (опубл. 1690) определял каприс (в любом виде искусства) как «произведение, в котором сила воображения имеет больший вес, чем следование правилам искусства». Применительно к музыке при этом подразумевалась возможность нарушения строгих правил контрапункта, на что указывают, в частности, замечания Джироламо Фрескобальди в предуведомлении к сборнику своих каприччио (1624). В эпоху классицизма жанр каприччио принадлежал обыкновенно к инструментальной музыке, хотя к середине XVIII века название стало использоваться и для каденций, особенно сочиняемых самими композиторами (в этом отношении важными прецедентом стали каденции-каприччио Пьетро Локателли к его 12 скрипичным концертам (1732)). Поскольку такие каденции носили виртуозный характер, в эпоху романтизма акцент в жанровом обозначении «каприччио» сместился в сторону «виртуозного изыска» сочинения; в этом смысле наиболее показательны 24 каприса для скрипки соло Никколо Паганини.
В таком значении виртуозного концертного жанра были написаны «Блестящее каприччио для фортепиано с оркестром» Феликса Мендельсона (1832), «Блестящее каприччио на тему арагонской хоты» (позднее просто «Арагонская хота») Глинки (1845), «Итальянское каприччио» Чайковского (1880), «Испанское каприччио» Римского-Корсакова (1887).
Каприччио для фортепиано с оркестром Стравинского (1929) — виртуозный концерт. В опере «Каприччио» Рихарда Штрауса (1-я пост. 1942) слово используется в изначальном значении; тема оперы — изысканный спор на вечную тему состязания музыки и поэзии.